# Hoher Zinken (Salzkammergut-Berge)
Der Hohe Zinken ist mit einer Höhe von 1764 m ü. A. einer der höchsten Gipfel der Osterhorngruppe in den Salzkammergut-Bergen. Er ist noch einmal 16 Meter höher als der benachbarte Namensgeber der Gruppe, das Osterhorn.

## Lage und Landschaft
Der Berg erhebt sich im Hauptkamm der Osterhorngruppe, zwischen Sankt Gilgen und Strobl am Wolfgangsee im Norden und Abtenau im Lammertal im Süden, wobei der Gipfel gänzlich im Abtenauer Gemeindegebiet liegt, die Strobler Grenze passiert etwas unterhalb entlang eines Jägersteigs.
Der Gipfel des Berges ist relativ felsig, aber trotzdem mit Bäumen bewachsen. Vom höchsten Punkt aus bietet sich ein Panorama über die zentrale Osterhorngruppe und zum Schafberg seegegenüber. Außerdem zeigt sich bei guten Bedingungen auch der Dachstein fern im Süden.
In der Nordwestflanke des Berges liegt das Natura-2000-Gebiet Zinkenbach-Karlgraben im Quellgebiet des Königsbachs.

## Anstiege
Eine gängige Tour startet bei der Leit’n Alm bei Hintersee-Lämmerbach oder der Abtenauer Genneralm, die sich westlich des Hohen Zinkens befinden. Von dort aus geht man zuerst an der benachbarten Posch’n Hütte vorbei und gelangt über einen steinigen Weg zu einer Anhöhe, die dem Holzeck (1603 m ü. A.), angehört. Dann gelangt man dann in einen Sattel, der sich zwischen dem Königsbach- und dem Ackersbachtal  befindet. Nach dem abzweigenden Steig Nr. 840 gelangt man schließlich zum Gipfel. Die Gehzeit beträgt hier ungefähr drei Stunden.
Weitere Wege führen von Abersee den Zinkenbach entlang, und dann entweder den Königsbach entlang über die Königsbacher Alm in vorgenannten Sattel, oder beim Schreinbachfall hinauf zur Zinkeneckalm und den Nordgrat des Hohen Zinken (Zinkeneck – Saurücken) entlang über den Gipfel des nahen Osterhorns (1748 m ü. A.) nordöstlich.
Im Sattel zwischen Hohem Zinken und Osterhorn zweigt der Weg über das Goldene Schüsserl zum Pitscherberg (1720 m ü. A.) östlich ab, der weiter ins Postalmgebiet führt.
Der Hohe Zinken ist außerdem eine sehr beliebte und eher leichte Skitour. Der Anstieg führt von Lämmerbach über die Genneralm zum Gipfel.